# Az egészség ellenszere
Az egészség ellenszere (A Cure for Wellness) 2016-ban bemutatott amerikai-német horror-thriller, melyet Gore Verbinski rendezett és Justin Haythe írt. A főszereplők Dane DeHaan, Jason Isaacs és Mia Goth.
Az Amerikai Egyesült Államokban 2016. február 17-én mutatták be, Magyarországon egy nappal hamarabb szinkronizálva, február 16-án az InterCom Zrt. forgalmazásában.
A film középpontjában egy amerikai fiatalember, Lockhart, aki Svájcba utazik egy elhagyatott rehabilitációs központba, hogy onnan hazahozza a főnökét, ám azt nem is sejti, hogy ott milyen rejtélyes titkokkal kell szembenéznie. Az ott tartózkodó betegeket, szinte fogolyként tartják.
Add át magad a gyógyulásnak.

## Történet
A New York-i nagy pénzügy-szolgáltatói cégnél, egy McMorris nevű férfi késő éjjel dolgozik, amikor egyszer csak végzetes szívrohamban meghal. Mr. Lockhart (Dane DeHaan) az ambiciózus fiatal vezető, és a vállalat igazgatótanácsa eljuttatta a vállalat vezérigazgatóját, Roland Pembroke-pot (Harry Groener) egy idilli, de titokzatos "gyógyrehabilitációs központba" egy távoli helyen a Svájci Alpokban. Azt akarják a munkáltatók, hogy jöjjön vissza Pemborke, mert jött egy aggasztó levél; hogy egy közeljövő céges egyesülést kell mindenkinek aláírni. Jelenleg is folyamatban van egy büntetőjogi ügyekben folytatott nyomozás, amely számos partnert érint, ám hogy a végére járjanak, vissza kell hoznia valakinek Pembroke-t a nyaralásból. Lockhartot küldik el Svájcba. A gyógyfürdőbe érve a fiú megismerkedik Dr. Heinreich Volmer-el (Jason Isaacs), aki különösen ellene fordul, amikor beszélni akarna Pembroke-al. Végül sikerül megegyezniük egy későbbi időpontban, de egy autóbaleset hamarabb erre a helyre kényszeríti őt, egy törött lábszár mellett.
A gyógyfürdőben a mankós Lockhart találkozik egy Hannah (Mia Goth) nevű titokzatos fiatal lánnyal, aki, mint Volmer, egy furcsa folyadékot iszik egy kobaltpalackból.
Egy Victoria Watkins (Celia Imrie) nevezetű beteg, valamint két közeli lakos elmondja Lockhartnak; hogy 200 évvel ezelőtt, a báró tulajdonában álló kastély romjaira építették fel a gyógyfürdőt. A báró volt ennek a tiszta vérörököse egyedül, aki összeházasodott a nővérével. Amikor a báró megtudta, hogy meddő, elkezdett pokoli kísérleteket folytatni a parasztokon, hogy megtalálja a módját a felesége meddőségének gyógyítására. Egy idő után sikerrel járt, de miután megtalálták az áldozatok testét, a feldühödött közeli hozzátartózok leégették a várat. A báró terhes testvérét elfogták a parasztok. A csecsemőt kivágták a méhéből, mielőtt a nőt felégették volna. Bár a babát a helyi víztárolóba dobták, valamilyen módon túlélte.
Lockhart elkezd írni egy levelet a munkáltatójának, melyben elmagyarázza, hogy a gyógyfürdőben akar maradni, hogy megtalálja a főnökét, majd rájön igazságra, hogy valójában a lába nincs eltörve sehol. Leszedi magáról a gipszet és megkeresi Hannah-t. Lockhart kinyomozza a gyanúját, és felfedezi a gyógyfürdő transzfúziós szárnyát, amely az orvosi kísérletek számára van fenntartva. Az angolnák, amik az életeket nagymértékben megnövelhetik, a víztároló vízében található, emberek méregtelenítésére alkalmazva. Az orvosok a páciensek testén keresztül bejuttatják az emberi szervezetbe az angolnákat, hogy előállítsák a "gyógymódot", amelyet Volmer, Hannah és más betegek is fogyasztanak. Volmer elfogja Lockhartot, aki valójában túlélte a gyógymódot és emellett ő az évszázados báró, aki arra készül, hogy a sok gondot okozó Lockhartot egy olyan éjszakai kezelés alá vesse, amely elfelejti a gondolatait Pembroke-ról. Hamarosan Hannah azt látja rajta, hogy megváltozott, ezért visszaadja neki az édesanyjától kapott balerinát, ami segíthet megszüntetni a fuga állapotát. Nem sokkal később megjön Hannah első menstruációs ciklusa, melyet Volmer megünnepel a többi beteggel együtt a szanatórium társalgójában. Hamarosan Hannah-t egy titokzatos szobába vezeti, a kastély romjai alatt, és felkészül a gyilkosságra. Lockhart szembesül Volmerrel, és rájön, hogy valójában Hannah a lánya. Az ezt követő küzdelem során kiderül, hogy Volmer arcán egy olyan maszk van, amely elrejti a szörnyű égési sérüléseket még korábbról. Lockhart felgyújtja Volmert és a várat, de közben a megégett férfi felülkerekedik rajta. Hannah siet, hogy megmentse a fiút; Gyűlöletesen beleállít Volmer fejébe egy vaslapátot, ezzel megölve őt. Ezután a medencébe landol, ahol a húsevő angolnák megeszik.
Lockhart és Hannah sietve elmenekülnek kerékpárral a gyógyfürdőből, mivel a tűz elnyeli az egész kastélyt. Az út során Lockhart beleütközik egy autóba, amiről kiderül, hogy a munkaadói azok, akik New Yorkból jöttek egész idáig, hogy visszavigyék őt és Pembroke-ot. A munkaadók megkérik Lockhartot, hogy szálljon be a kocsiba, hogy aztán vele együtt visszatérhessenek New Yorkba. Gyaníthatóan azt tervezik, hogy az összes vállalati hibát rá fogják kenni, ezért a fiú inkább Hannah-t választja, és biciklivel elhajtanak, miközben őrülten mosolyog.

## Szereplők
| Színész (Szerep)                    | Magyar hang     |
| ----------------------------------- | --------------- |
| Dane DeHaan (Lockhart)              | Czető Roland    |
| Jason Isaacs (Dr. Heinreich Volmer) | Rátóti Zoltán   |
| Mia Goth (Hannah)                   | Pekár Adrienn   |
| Celia Imrie (Victoria Watkins)      | Borbás Gabi     |
| Harry Groener (Roland Pembroke)     | Harsányi Gábor  |
| David Bishins (Green)               | Zöld Csaba      |
| Adrian Schiller (Igazgatóhelyettes) | Szacsvay László |
| Peter Benedict (Rendőr)             | Rosta Sándor    |
| Tomas Norström (Frank Hill)         | Papp János      |

## Fogadtatás és bevételek
A film általánosságban vegyes értékeléseket kapott a kritikusoktól. A Metacritic oldalán a film értékelése 47% a 100-ból, ami 40 véleményen alapul. A Rotten Tomatoeson az Egészség ellenszere 42%-os minősítést kapott, 160 értékelés alapján. Bevételi szempontból nem teljesített túl jól; a 40 millió dolláros költségvetését nem tudta felülmúlni, ugyanis mindössze 26,6 millió dollár lett a kereslet.